# Рейган Фокс
Рейган Фокс (англ. Reagan Foxx, род. 12 апреля 1970, Скотсдейл, Аризона) — американская порноактриса, модель эротического видеочата и эротическая фотомодель.

## Биография
Родилась в Скотсдейле, Аризона, выросла в соседнем штате Кентукки в довольно консервативной христианской семье. Единственный ребёнок в семье.
До карьеры в порно работала в финансовой сфере. С началом кризиса 2008 года доходы у Фокс упали, а карьера оказалось под угрозой. Покончив с банковской карьерой, Рейган решила выступать в интернете перед веб-камерой в эротическом видеочате.
После пяти лет работы в качестве эротической фотомодели и модели видеочата, решила перейти в порноиндустрию в 2016 году, в возрасте 46 лет. Работает в жанре MILF .
Снималась для таких студий, как Reality Kings, Brazzers, Penthouse, Girlfriends Films, Forbidden Fruits Films, 3rd Degree, Zero Tolerance, Hard X, Pure Play Media, Mile High, Naughty America, Diabolic Video, Wicked и Evil Angel.
Первой сценой стал лесбийский секс с Джоди Уэст для студии Forbidden Fruits Films. Первая сцена с мужчиной записана через несколько недель после дебюта актрисы с Коди Стилом (Cody Steele).
В ноябре 2017 года была номинирована на AVN Awards и XBIZ Award как лучшая MILF-исполнительница.
На май 2020 года снялась более чем в 310 фильмах.

## Награды и номинации
| Год  | Церемония         | Результат | Номинация                                      | Работа                     |
| ---- | ----------------- | --------- | ---------------------------------------------- | -------------------------- |
| 2018 | AVN Awards        | Номинация | MILF/Cougar-исполнительница года               | н/д                        |
| 2018 | AVN Awards        | Номинация | Премия поклонников: самая горячая MILF         | н/д                        |
| 2018 | XBIZ Award        | Номинация | Лучшая MILF-исполнительница года               | н/д                        |
| 2019 | AVN Awards        | Номинация | MILF/Cougar-исполнительница года               | н/д                        |
| 2019 | AVN Awards        | Номинация | Лучшая сцена триолизма (Ж/М/Ж)                 | The Possession of Mrs Hyde |
| 2019 | AVN Awards        | Номинация | Премия поклонников: самая горячая MILF         | н/д                        |
| 2019 | XBIZ Award        | Номинация | Лучшая MILF-исполнительница года               | н/д                        |
| 2019 | XBIZ Award        | Номинация | Лучшая секс-сцена в парном фильме или тематике | High School Reunion        |
| 2019 | Spank Bank Awards | Номинация | Великолепная MILF года                         | н/д                        |
| 2019 | XRCO Award        | Номинация | MILF года                                      | н/д                        |

## Избранная фильмография
- Big Tit Cougars[8],
- C You Next Tuesday 6[9],
- Evil Milfs 3[10],
- I Love My Mom’s Big Tits 4[11],
- Lesbians At Work[12],
- Kendra Lust Loves Big Titty MILFs 2[13],
- Mothers Forbidden Romances 4[14],
- Our Latin Babysitter[15],
- Pimp My Wife 3[16],
- Sins Of Our Fathers 3[17],
- Stepmother Orgy[18].